# 교훈주의
교훈주의는 문학과 기타 유형의 예술에서 독자에게 교훈을 주고 정보를 제공하는 것을 강조하는 철학이다.

## 교훈문학
12세기부터 13세기에 걸친 학교교육의 발달과 프랑스어 문학의 융성은 인간의 지식욕을 자극하여 세속사회의 교양을 넓혔다. 한편 11세기 이후의 아라비아를 통하여 서양에 전해진 아리스토텔레스의 합리적인 철학은 성 토마스 등에 의하여 그리스도교의 교양과 결합하게 된다.
그 결과 파리 대학을 중심으로 백과전서적인 지식이 보급되어 비판정신이 일어나 13세기의 문학에 새로운 기풍을 불어넣었다. 가령 <보석광물>지(誌)와 <동물>지(誌) 등의 과학적 작품이나, 혹은 그리스도교 정신을 일상생활에 적용한 속담이나 격언(格言), 나아가서 정치적 의무·예의작법·사랑의 기법을 가르친 교훈적인 작품이 바로 그것이다. 그 가운데서도 <장미 이야기>는 교훈문학의 대표적 걸작이다.

## 같이 보기
- 예술지상주의
- 아동 문학
- 지혜문학